# Casasia domingensis
Casasia domingensis là một loài thực vật có hoa trong họ Thiến thảo. Loài này được (DC.) Urb. mô tả khoa học đầu tiên năm 1927.